# Neorhynchocephalus mendozanus
Neorhynchocephalus mendozanus är en tvåvingeart som först beskrevs av Robert W. Lichtwardt 1910.  Neorhynchocephalus mendozanus ingår i släktet Neorhynchocephalus och familjen Nemestrinidae. Inga underarter finns listade i Catalogue of Life.